# 足立区立西新井小学校
足立区立西新井小学校（あだちくりつ にしあらいしょうがっこう）は、東京都足立区にある公立小学校。近隣には西新井病院等がある。

## 沿革
- 1873年12月27日 - 「第一大区・第五中学区四番公立小学・新井学校」足立区初の公立小学校として開校。
- 1874年6月29日 - 近隣の村に分校を十一校設立。
- 1877年7月 - 渕江学校と合併。
- 1878年5月 - 新井学校再興。
- 1880年1月 - 近松松次郎所有の土地家屋の一部寄付、名をとり「近松学校」と改名。同時に渕江学校と合併。
- 1889年6月 - 本木村・興野村・西新井村が合併し西新井町になり、それに伴い近松小学校は本木小学校西新井分校となる。
- 1923年4月1日 - 現在位置に校舎移転。
- 1929年4月1日 - 本木尋常小学校より分離開校（当時の校名は東京府南足立郡西新井尋常小学校）。
- 1933年10月1日 - 南足立郡の全町村が東京市に編入したことにより、校名が東京市西新井尋常小学校となる。
- 1941年4月1日 - 国民学校令が発布したことにより、校名が東京府東京市西新井国民学校となる。
- 1943年7月1日  - 東京都制施行により校名が東京都西新井国民学校となる。
- 1947年4月1日 - 校名が足立区立西新井小学校となる。
- 1952年4月1日 - 本校より足立区立西新井第一小学校が独立する。
- 1955年10月28日 - 校歌を制定する。
- 1962年4月1日 - 本校より足立区立興本小学校が独立する。

## クラブ活動
- 料理
- 手芸
- 和太鼓
- 科学
- ゴルフ
- イラスト
- パソコン
- バスケット
- バドミントン
- 卓球
- 球技
- 音楽
- 手作りゲーム
- サッカー

## 交通アクセス
- 東武大師線大師前駅から徒歩7分